# Будой
Будой (рум. Budoi) — село у повіті Біхор в Румунії. Входить до складу комуни Попешть.
Село розташоване на відстані 422 км на північний захід від Бухареста, 36 км на північний схід від Ораді, 105 км на північний захід від Клуж-Напоки.

## Населення
За даними перепису населення 2002 року у селі проживали 878 осіб.
Національний склад населення села:
| Національність | Кількість осіб | Відсоток |
| -------------- | -------------- | -------- |
| словаки        | 800            | 91,1%    |
| румуни         | 55             | 6,3%     |
| угорці         | 19             | 2,2%     |

Рідною мовою назвали:
| Мова      | Кількість осіб | Відсоток |
| --------- | -------------- | -------- |
| словацька | 807            | 91,9%    |
| румунська | 56             | 6,4%     |
| угорська  | 15             | 1,7%     |